# 新元古代氧化事件
新元古代氧化事件（英語：Neoproterozoic Oxygenation Event，简称NOE）也称“第二次大氧化事件”，指地球地质历史上在约8.5亿至5.4亿年前的元古宙新元古代期间地球大气层和海洋中氧气含量剧增的一段时期。这次氧化事件发生在历时元古宙大半的无聊十亿年结束之后，是氧气地质历史上的第二次剧增，大气和海洋含氧从不足现今水平的0.1％上升到约10％（也有说法认为可能达到了现今水平）。与太古宙末期的大氧化事件不同，目前尚且未知新元古代氧化事件是一个全球同时发生的事件还是个互无关系多地不同时段发生的事件，但与能固氮的光合自养生物（蓝绿菌和藻类）的演化有着很强的相关性。

## 氧化的证据

### 碳同位素
在8.5亿至7.2亿年前的拉伸纪晚期，海洋沉积物记录展现了非常显著的碳同位素（δ13C）正偏，被认为与真核浮游生物的演化辐射和碳截存息息相关，相应代表了这段时期产氧量的剧增。进一步的碳同位素正偏在成冰纪也有发生。虽然拉伸纪晚期也有数次与温暖期相应的碳同位素负偏，碳同位素的偏移在整个新元古代总体呈现明显的正向变化。

### 氮同位素
从四个新元古代盆地采集的7.5亿至5.8亿年前的海洋沉积物氮同位素（δ15N）数据显示当时的氮同位素比例与现今相似，极差在-4％～+11％之间，在成冰纪—埃迪卡拉纪边界也并没有显著变化，说明当时的全球海洋内氧气已经非常普遍。

### 硫同位素
海水中的硫同位素（δ34S）值在新元古代大部分时期都逐渐增加（其中随着冰期有显著下滑），但在埃迪卡拉纪出现显著正偏，相应的黄铁矿中的同位素则下跌。硫酸盐和硫化物之间的高分离率说明水柱中硫酸盐的含量增加，代表黄铁矿与氧气的反应量增加。此外，基因证据展示不依赖光合作用的硫降解微生物在新元古代发生了演化辐射，进一步将海洋中更重的同位素硫化物消耗。因为这些微生物需要大量氧气才能存活，所以学界认为新元古代必须有能将氧气浓度上升到5～18％的氧化事件才能构成这些微生物多样化的先决条件。

### 锶同位素
锶同位素（δ13C）在陆地风化和二氧化碳释气保持稳定或上升的情况下能可靠的展现净初级生产和氧气的变化，因为任何二氧化碳供应的减少都会因为生物偏向消耗碳-12而导致同位素的正偏。锶-87与锶-86的比例被用作判定大陆风化和海洋养分供应之间相对贡献的决定因素，比例提升意味着大陆风化的加剧和高氧化度，而新元古代到寒武纪之间时期的同位素数据恰好符合这种判断。

### 铬同位素
地表上从三价铬到四价铬的氧化会导致铬的同位素的分离，而四价铬在大自然中通常以铬酸盐或重铬酸盐的形态出现而且有更高的δ53Cr值或更大的铬-53／铬-52比值。细菌对四价铬的还原则通常与铬同位素的负偏相关。在河流将氧化铬冲入海洋后，四价铬会被海洋微生物还原成三价铬，随后将海里的亚铁氧化成三价铁并沉积为氢氧化铁。这意味着富含三价铁的海洋沉积物中的铬同位素比例可以很精确的反应沉积初期的海水铬同位素情况。因为三价铬到四价铬的氧化只有在二氧化锰的催化作用下才能有效发生，而二氧化锰只在高氧逸度的条件下稳定存在，δ53Cr的正偏意味着大气含氧的增加。在新元古代沉积的条状铁层持续展示了很高的δ53Cr正偏值（0.9～4.9％），说明这段时期大气的氧化程度较高。氧化铬的循环大概始于8亿年前，说明氧气量的增加要远早于成冰纪大冰期。铬同位素还展示了成冰纪间冰期时大气和海洋的氧化较慢且有限，在整个新元古代氧化事件中形成了一个低谷期。

### 钼同位素
钼同位素（δ98Mo）在埃迪卡拉纪晚期的水平要比成冰纪和埃迪卡拉纪早中期稍高，而钼同位素值显示埃迪卡拉纪晚期海洋的氧化程度与中生代大洋缺氧事件时相当。

### 铀同位素
铀的同位素——特别是铀-238——通常被用来测量海水氧化的变化。新元古代大部分时期极低的铀-238值（δ238U）显示当时逐步提升的氧化度曾被暂时的硫化缺氧事件打断。在埃迪卡拉纪早期，铀同位素的变化与轻碳同位素的增加相应。

## 起因

### 固氮增加
在“无聊十亿年”期间，海洋的生产力相比新元古代和之后的显生宙都非常低。然而能固氮的微生物出现并迅速扩张占领浮游生物生态位后，成冰纪时期氮循环发生了很大改变，也使得自养生物的初级生产能力大大提高。

### 白昼延长
月球的潮汐力导致地球自转逐渐减慢，使得白昼加长，这可能使得产氧量增高，因为实验发现蓝绿菌的生产率在更长时间的连续日照下更高。

### 碳截存
新元古代具有缺氧深水的大型湖泊往往是固碳藻类大量长期沉积之处，因此是碳截存理想场所。藻类残骸的碳因为没有氧气参与降解，通常会被存封在沉积岩内最终变成天然气和石油。二氧化碳的移除一方面增加了大气氧气的占比，一方面温室效应减少造成的降温也会增加水中氧气的溶解度。

### 磷移除
真核生物的进一步多样化被提议是深海氧化增加的原因之一，其中磷的移除是重要一环。大型多细胞生物的演化导致了更多的有机物碎屑沉积到海床（即所谓的“海洋雪”），在底栖滤食生物（比如领鞭毛虫和由其演化而来的多孔动物）的作用下，将氧气需求扩展至深水层，导致了磷循环的正反馈，最终使得整个海洋的初级生产加速。更多的磷周转使得真核生物的繁衍和演化进一步加速，特别是自养藻类的光合作用得到了加强。

## 后果

### 冰室效应
蓝绿菌和真核光合自养者（主要是绿藻和红藻）的繁盛使得碳截存显著加速，加上当时因为罗迪尼亚超大陆的分裂释放的洪流玄武岩加速了硅酸盐风化，被认为引发了成冰纪的斯图尔特冰期和马里诺冰期。

### 生物多样性
在“无聊十亿年”末期的拉伸纪，最早的多细胞生物出现并在深海的“氧气绿洲”中繁衍，这些富氧水区相当于真核生物早期演化的摇篮。但是这时期持续的整体硫化缺氧的环境使得真核生物的多样性仍然很低。在埃迪卡拉纪，海洋的氧化情况大大改善，特别是噶斯奇厄斯冰期之前的时期有着海洋氧气显著提升的地质证据。氧气成分的增加被一些研究者认为是多细胞生物的快速多样化的基础，也是结构更复杂的埃迪卡拉生物群得以爆发的前提。因为深水区水温更冷所以溶解的氧气更浓，因此后生动物起初都局限于海底生物界，直到海洋氧气持续提升后才开始扩展到更加温暖的浅海区域。